# ГАЗ № 5
ГАЗ № 5 — советский пассажирский самолёт, сконструированный Е. Э. Гропиусом.

## История
Строительство самолёта началось в начале 1923 года на московском Государственном авиационном заводе № 5 «Самолёт». Проект получил название по производящему его заводу. Новую машину предполагалась использовать как пассажирский самолёт, но также рассматривалась возможность использования в качестве лёгкого бомбардировщика.
9 июня 1924 года готовая машина совершила первый полёт под управлением лётчика Ефремова. Дальнейшие испытания, проведённые летом-осенью 1924 года, показали недостаточную скороподъёмность, большую дистанцию разбега на взлёте и небольшой практический потолок. Среди недостатков отмечалось также малая мощность двигателя, который, впрочем, обеспечивал достаточно удовлетворительную на то время скорость полёта.
По результатам испытаний самолёт не был принят к производству.

## Конструкция
Самолёт представляет собой биплан с двухстоечными неубираемыми шасси. Фюзеляж на всю высоту коробки крыльев, обшитый фанерой в средней части. Хвостовая часть — расчалочная с полотняной обшивкой.
За двигателем с тянущим винтом расположен пассажирский салон на 4 места. За пассажирским отсеком находится открытая кабина для лётчика и механика. Вход в пассажирский салон и в отсек управления общий.

## Лётно-технические характеристики
Источник данных: В. Б. Шавров «История конструкций самолетов в СССР до 1938 г.»

Технические характеристики
- Экипаж: 2 человека (пилот и механик)
- Пассажировместимость: 4 человека
- Длина: 8,5 м
- Размах крыла: 11,2 м
- Высота:
- Площадь крыла: 35 м²
- Масса пустого: 1118 кг
- Максимальная взлётная масса: 1849 кг
- Силовая установка: 1 × ПД Hispano-Suiza
- Мощность двигателей: 1 × 300 л.с.

Лётные характеристики
- Максимальная скорость: 165 км/ч (у земли)
- Практический потолок: 300 м
- Скороподъёмность: ≈ 2 м/с[1]
- Нагрузка на крыло: 53 кг/м²